# 薩馬區
17°51′54″S 70°33′44″W / 17.8650°S 70.5621°W
薩馬區（西班牙語：Distrito de Sama），是秘魯的一個區，位於該國南部塔克納大區的塔克納省，面積1,116平方公里，海拔高度374米，2005年人口2,217，人口密度每平方公里2人。